# Новая Таяба
Но́вая Таяба́ (чув. Ҫӗнӗ Таяпа) — село в Челно-Вершинском районе Самарской области в составе сельского поселения Каменный Брод.

## География
Находится на расстоянии примерно 22 километра по прямой на север-северо-восток от районного центра села Челно-Вершины.

## История
Село было основано (по одним данным) в 1704 году переселенцами из села Большая Таяба (ныне Яльчикский район Чувашской республики). В 1745 году подселилась еще мордва. Альтернативные названия села Салмановка по фамилии местного уроженца поручика Федора Салманова и еще Никольское по церкви (построена в 1796 году). В 1762 году было учтено 203 жителя. В советское время работали колхозы «Красный партизан» и «Путь к коммунизму». По другим данным, основание села относится к 1740-м годам, а место, откуда прибыли переселенцы, соседнее село Таяба (Старая Таяба). 

## Население
Постоянное население составляло 236 человек (чуваши 95%) в 2002 году, 195 в 2010 году.